# Roberto Porta
Roberto Porta (Montevidéu, 7 de junho de 1913 — Buenos Aires, 2 de janeiro de 1984) foi um futebolista que atuava como ponta-direita, e depois treinador uruguaio. Foi o técnico de seu país na Copa do Mundo de 1974, a primeira em que a Celeste convocou quem atuasse no exterior.
Ex-jogador das seleções italiana (uma partida) e uruguaia  (34 jogos), nessa ordem, Porta foi por décadas o único futebolista sul-americano a defender primeiramente uma seleção europeia antes de jogar por uma da América do Sul, e um dos dois únicos com tal trajetória, ao lado do alemão Marius Hiller (que depois de defender a terra natal jogou pela Argentina).[carece de fontes?] O terceiro caso veio a se dar em 2018, quando Franco Vázquez, jogador da seleção italiana até 2015, adotou a a da Argentina natal.
Ídolo no Nacional, equipe que contou com diversos destacados familiares seus, Porta foi também um dos primeiros uruguaios a atuar profissionalmente no futebol argentino, onde defendeu o Independiente. No Nacional, destacou-se especialmente no elenco que conseguiu o primeiro pentacampeonato na história do campeonato uruguaio, no chamado Quinquenio de Oro, bem como por ajudar o clube a manter ou trazer quem se tornaria seu maior artilheiro, Atilio García, assim como o jogador que por muito tempo foi o recordista de partidas, o goleiro nove vezes campeão uruguaio Aníbal Paz.

## Família e origens

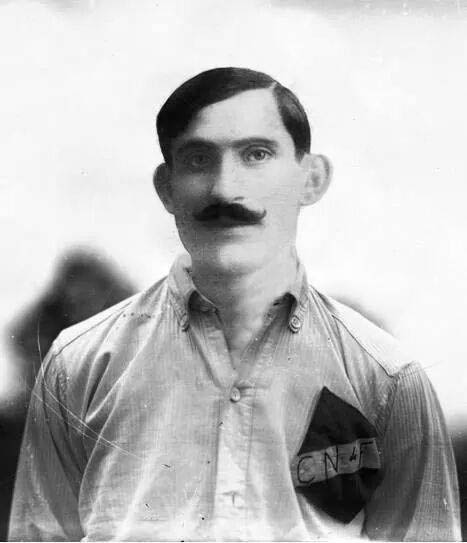
O tio Abdón Porte com a camisa do Nacional: célebre pelo suicídio por amar demais o clube.

Porta é familiar de alguns destacados jogadores uruguaios de seu tempo, todos vinculados ao Nacional. Era sobrinho de Abdón Porte, célebre por ter se suicidado em 1918 no círculo central do estádio do clube após deprimir-se por perder lugar entre os titulares, ato até hoje homenageado em bandeiras da torcida. Posteriormente, Porta, através da irmã Dora, tornou-se cunhado de Ricardo Faccio, de quem foi colega na equipe e que era apelidado de Ricardo Coração de Leão.
Tal como Porta, Faccio também defendeu as seleções de Uruguai e Itália. Filho dele e sobrinho de Porta, Juan Faccio passou pelas três principais equipes do país: no Nacional e na seleção (juvenil) como jogador e no Peñarol como técnico. Ele e Porta apresentaram versões divergentes para as origens em comum: Porta declarava que o tio Abdón Porte teve o sobrenome grafado assim devido a um erro do registro público. Já Juan, em livro publicado em 2012 dedicado aos ídolos do Nacional, apresentou ao autor uma versão inversa: "nós não somos Porta nem italianos. Somos bascos e Porte. Ficou Porta porque anotaram mal", apesar de Porta ter conseguido jogar pela Itália.

## Carreira em clubes

### Inícios no Nacional
Porta chegou ao time juvenil do Nacional ainda no início da adolescência no que lhe representou uma grande emoção. Sua família acompanhava o clube em função do tio Abdón Porte, já falecido:
O meu deve ser um dos poucos casos na história em que nasci como futebolista no mesmo clube. É que na minha família o Nacional foi e é um culto tradicional. Sempre fomos partidários do velho e glorioso clube, mas no que diz respeito a mim, minha fé partidária se robusteceu até o infinito quando ainda era muito garoto. Foi quando, em 5 de março de 1918, o primeiro romântico do futebol, meu tio Abdón Porte, El Indio, se matou no centro do campo do Parque Central. Sua morte teve para mim um profundo significado. Toda a minha raça foi nacionalófila. Dizer o nome do Nacional era para mim como mencionar um pedaço de minha família. Por isso, com quanta emoção cheguei em 1925 ao velho campo para treinar-me com os menores!
A estreia no time adulto veio ainda aos 15 anos, em 1929. Foi em amistoso contra a seleção francesa, que visitava Montevidéu para conhecer o país, sede dali a um ano da primeira Copa do Mundo. O ponta-direita titular era Santos Urdinarán, dispensado da partida em função do falecimento da mãe. O próprio presidente do clube, Atilio Narancio, veio ao pai de Porta pedir-lhe autorização para a escalação do jovem. A França ganhou por 3-2, mas Porta teve uma boa exibição. O astro Héctor Scarone passou a defender sua escalação, ocasionalmente no lugar até dele mesmo.
A estreia oficial em jogos competitivos só se deu em 1930, no Torneio José Serrato, uma vez que não houve naquele ano o campeonato uruguaio em função da Copa do Mundo no país - para a qual chegaria a ser pré-convocado. A estreia ocorreu em função de uma doença de Scarone. Porta estava atuando como zagueiro em jogo do time de aspirantes quando foi convidado às pressas para sair da partida e se preparar para enfrentar o Olimpia de Montevidéu, para repor a ausência do astro.

### No exterior
Em 1931, foi, junto com o colega Enrique Fernández, jogar no Independiente. Foi o ano inaugural do campeonato argentino profissional. Marcou gol inclusive no primeiro Clássico de Avellaneda da era profissional, vencido naquele campeonato por 7-4 pelo Racing, no que é até hoje o dérbi com mais gols pelo torneio argentino.[carece de fontes?]
Em 1932, o Independiente terminou o campeonato empatado na liderança com o River Plate, que terminou campeão ao vencer por 3-0 o jogo extra. Porta foi um dos titulares do Rojo,[carece de fontes?] vice em campanha marcada pelos altos investimentos do oponente, incluindo a transferência que foi por décadas a contratação mais cara a nível mundial do futebol, a de Bernabé Ferreyra.
Porta ficou no Independiente até agosto de 1934, quando embarcou rumo à Internazionale. Foi o primeiro profissional uruguaio a se destacar em uma equipe marcada por ter sucesso com jogadores do país vizinho, tais como Juan Carlos Corazzo (seu colega no clube), Antonio Alzamendi, Ricardo Pavoni ou Diego Forlán. Quando a equipe completou sem centenário oficial em 2005, Porta foi lembrado como "um sócio ideal para os gênios do amadorismo e do profissionalismo (...). Ao Rojo doou dribles e gols pela ponta-direita. Gritou 18 vezes em 87 partidas".
Sua boa acolhida na Argentina foi preponderante para que ele anos depois fizesse questão de manter o argentino Atilio García no Nacional após este, em sua estreia, não ter feito um bom primeiro tempo e ensejasse pedidos de substituição pelos cartolas. García posteriormente se converteria no maior artilheiro do clube.
Porta foi jogar na Internazionale, então chamada Ambrosiana, que já havia contratado o cunhado Ricardo Faccio. Em duas temporadas no calcio, conseguiu no máximo um vice-campeonato na Serie A, não ficando muito marcado entre os uruguaios de mais sucesso no futebol italiano. Mas na época conseguiu uma convocação à seleção italiana campeã de 1935 da Copa Dr. Gerö, espécie de precursora da Eurocopa, travada entre países da Europa Central.

### A consagração no Nacional

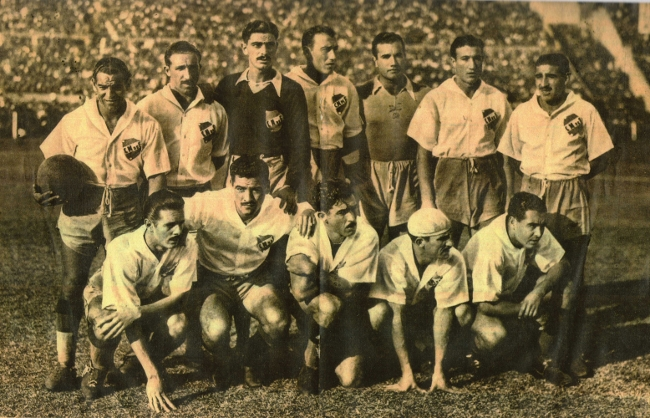
O Nacional em 1945. Porta, de boina, é o penúltimo agachado. A seu lado, ao meio, está o "protegido" Atilio García.

Muitos jogadores estrangeiros de origem italiana haviam deixado o país com a eclosão da Segunda Guerra Ítalo-Etíope, em 1935, temerosos de convocações às Forças Armadas da Itália. Porta retornou ao Uruguai em 1936, voltando ao Nacional. No ano seguinte, enfim estreou pela seleção uruguaia.[carece de fontes?] Em tempos em que era incomum jogadores terem carro próprio, ele ia para a sede do clube a cavalo, então um meio de transporte comum em Montevidéu.
No Nacional, seu primeiro título como titular veio em 1938, no primeiro Torneio Noturno Rio-Pratense. Envolveu as melhores equipes de Montevidéu, Grande Buenos Aires, La Plata e Rosário, com o Nacional garantindo a conquista com duas rodadas de antecedência, em campanha lembrada pela exibição de camisas ensanguentadas após vitória por 2-1 fora de casa sobre o Estudiantes. O capitão ainda era o cunhado Ricardo Faccio, também de volta ao Uruguai.
O campeão uruguaio daquele ano foi o rival Peñarol, que por outro lado só ganhou um e perdeu três dos cinco clássicos realizados naquele ano, marcado também pela vinda do argentino Atilio García,  maior artilheiro do Nacional e do grande clássico uruguaio. O dirigente Atilio Narancio, o mesmo responsável pela primeira escalação de Porta no futebol adulto, havia contratado García junto ao Boca Juniors em função da coincidência de nomes, segundo o folclore.
García não tinha espaço no Boca e fez um primeiro tempo ruim em sua estreia no Nacional, em amistoso contra o Chacarita Juniors. Porta intercedeu pela manutenção do estreante para o segundo tempo, notando-lhe grande vontade, García faria dois gols e não sairia mais, sendo fundamental já no Torneio Noturno. Esse torneio foi considerado o pontapé para o Quinquenio de Oro, o primeiro elenco a ser pentacampeão seguido no campeonato uruguaio. O primeiro desses títulos veio no campeonato de 1939, finalizado em jogo-extra com o Peñarol já no ano seguinte. Foi o campeonato em que estreou o goleiro Aníbal Paz, por muito tempo o recordista de partidas pelo Nacional e recomendado ao clube pelo próprio Porta, de quem era colega na seleção. Pelo campeonato próprio de 1940, o ataque-base mais famoso do Quinquenio já estava perfilado: Luis Volpi na ponta-direita, Aníbal Ciocca na meia-direita, Atilio García como centroavante, Porta na meia-esquerda, com Enrique Castro e Bibiano Zapirain alternando-se na ponta-esquerda. A conquista se garantiu com goleada de 5-1 no clássico com o Peñarol, marcado pelos quatro gols de García, ainda um recorde individual em um só dérbi. O time também foi campeão da Copa Ricardo Aldao, tira-teima com o campeão argentino (o Boca Juniors) para definir a melhor equipe do Rio da Prata.
Já o título de 1941 foi histórico: o clube venceu todos os seus vinte jogos, algo provavelmente único em um campeonato profissional de uma potência do futebol. E essa campanha incluiu a maior goleada da história da rivalidade principal do país, um 6-0 sobre o Peñarol. Ficou conhecido como "o dia do 10-0", pois no mesmo dia houve partida prévia entre os quadros reservas de ambos os clubes, com o Nacional ganhando por 4-0. No 6-0, os chutes violentos de Porta foram decisivos no segundo e no sexto gol; no segundo, propiciou um rebote aproveitado por García. No sexto, o próprio Porta marcou, após iniciar a jogada em troca de passes com Luis Ernesto Castro, o novo titular na ponta-direita. A equipe campeã com 100% de aproveitamento foi a base da seleção uruguaia campeã da Copa América de 1942.
O título de 1942 incluiu nova goleada no clássico, por 4-0, no qual Porta participou especialmente no terceiro gol, aos 43 minutos do primeiro tempo, concluindo um chute forte rebatido por Roque Máspoli, permitindo que García aproveitasse para cruzar para Zapirain marcar. O clube também ganhou nova Copa Ricardo Aldao, com o River Plate sendo derrotado por 4-0 mesmo possuindo o célebre elenco apelidado de La Máquina. Porta fez o último gol.
O Quinquenio foi finalizado com nova vitória sobre o Peñarol, o 3-1 em novembro de 1943. Foi a décima vitória tricolor seguida na rivalidade, sequência de vitórias jamais igualada no clássico. Porta foi um dos sete jogadores presentes em todo o Quinquenio, ao lado de Ciocca, Eugenio Galvalissi, Atilio García, Aníbal Paz, Luis Volpi e Luis Pérez Luz. Deles, somente Porta e García estiveram no título seguinte, que só viria em 1946, vencendo-se também, outra vez, a Copa Ricardo Aldao, contra o San Lorenzo. Porta encerrou a carreira no ano seguinte.

## Seleções
Porta foi pré-convocado à Copa do Mundo FIFA de 1930 pelo anfitrião Uruguai, mas a chamada final não se concretizou. Só defenderia pela primeira vez a Celeste Olímpica anos mais tarde, pois logo foi jogador fora do país, o que impedia a convocação até o início da década de 1970. Sua primeira partida por uma seleção deu-se defendendo a Itália. Jogou uma única vez pela Azzurra, em empate em 2-2 contra a Hungria em Milão em 24 de novembro de 1935, pela Copa Dr. Gerö.[carece de fontes?] A Itália terminaria campeã do torneio, precursor da Eurocopa.
De volta ao Uruguai em 1936, estreou pela seleção em 10 de outubro de 1937, em derrota de 3-0 para a Argentina em Montevidéu pela Copa Newton.[carece de fontes?] O Uruguai recusaria tomar parte da Copa do Mundo FIFA de 1938, oficialmente ainda em retaliação pela larga ausência das potências europeias na edição de 1930. Em função da Segunda Guerra Mundial, não haveria edições do torneio na década de 1940. Os jogos de Porta pela Celeste assim se limitaram à Copa América e outros troféus pelo continente.[carece de fontes?]
A primeira Copa América de Porta foi a de 1939. Nela marcou seu primeiro gol em jogos de seleções, no 6-0 sobre o Equador,[carece de fontes?] abrindo o placar aos 22 minutos do primeiro tempo na estreia do Uruguai. Também marcou gols no 3-1 sobre o Paraguai e na derrota de 2-1 para o Peru, ambos os últimos das partidas. Porta ficou em terceiro na artilharia, mas o título ficou com o próprio Peru, em função do embate direto na última rodada.[carece de fontes?] Por outro lado, admirou-se tanto do goleiro Aníbal Paz, do Bella Vista, que o recomendou ao Nacional. Paz tornar-se-ia por muito tempo o recordista de partidas no clube.
Porta voltou a participar na edição de 1941. Voltou a marcar um gol em outro 6-0 sobre o Equador, novamente o adversário da estreia. Dessa vez, foi o quarto gol, em dia em que também perdeu um pênalti. Os uruguaios foram novamente vice-campeões, agora para a Argentina.[carece de fontes?]
O título veio na edição de 1942, a de melhor retrospecto de Porta também individualmente, com cinco gols. Fez o quinto no 6-1 no Chile, o quarto e o último no 7-0 no Equador (todos os gols, no primeiro tempo), o segundo no 3-1 sobre o Paraguai e o último no 3-0 sobre o Peru. O título se garantiu contra a Argentina. Do quinteto ofensivo uruguaio, somente Severino Varela não era do Nacional.[carece de fontes?]
Seu último jogo pelo Uruguai também foi contra a Argentina em Montevidéu e igualmente pela Copa Newton, em derrota por 6-2, em 15 de agosto de 1945. Havia participado pela quarta vez da Copa América, naquele mesmo ano, marcando três vezes nela: o segundo na vitória por 5-1 sobre o Equador, o sexto no 7-0 sobre a Colômbia e o segundo no 2-0 sobre a Bolívia. Dessa vez, o Uruguai contava em sua seleção com o argentino Atilio García, vice-artilheiro da competição, mas com desempenho considerado afetado pelos diversos xingamentos de "traidor" proferidos nas escalas pelo interior argentino rumo ao Chile, onde ocorreu o torneio. O Uruguai terminou somente em quarto.[carece de fontes?]
Porta foi titular em 33 das 40 partidas disputadas pelo Uruguai entre 1937 e 1945. A Segunda Guerra Mundial, porém, impediu que disputasse a Copa do Mundo FIFA na década de 1940. O uruguaio ainda é o único jogador sul-americano que defendeu primeiramente uma seleção europeia antes de jogar por uma sul-americana. Somente o alemão Marius Hiller, que defendeu na ordem a Alemanha e a Argentina, teve a mesma trajetória.[carece de fontes?]

## Como treinador
Como técnico, Porta treinaria a seleção uruguaia na Copa do Mundo FIFA de 1974, mas a sua experiência de técnico internacional termina juntamente com a eliminação precoce de sua seleção naquele Mundial,[carece de fontes?] embora sua formação na época fosse considerada a mais forte que o país haviam produzido em anos. O torneio marcou a primeira vez em que o Uruguai permitiu a convocação de jogadores que estavam no exterior, como Ricardo Pavoni (Independiente) e Pedro Rocha (São Paulo), que decidiram a Taça Libertadores da América de 1974. A medida, porém, também teve um efeito negativo, provocando um racha na seleção, com os jogadores "nativos" descontentes - alguns destes, como Fernando Morena, vinham recusando ofertas da Europa imaginando que somente assim se manteriam na seleção.